# Celaena plagifera
Celaena plagifera là một loài bướm đêm trong họ Noctuidae.